# Cornedo Vicentino
Cornedo Vicentino es un municipio italiano de 11.718 habitantes de la provincia de Vicenza (región de Véneto). 

## Demografía
| Gráfica de evolución demográfica de Cornedo Vicentino entre 1861 y 2001 |
|                                                                         |
| fuente ISTAT - elaboración gráfica a cargo de Wikipedia                 |